# 诸侯会盟
诸侯会盟指中国历史诸侯分封制度下，强大的诸侯召集其他诸侯开会并称霸的事情。诸侯会盟的发展，体现了礼制社会的兴盛与衰败，以及强大诸侯壮大的过程。

诸侯会盟早在五帝时期就已开始出现，在一定程度上，是中国先秦历史中，不可或缺的成分。禹定都阳城时，“万国来朝”。盘庚迁殷后，亦有众多诸侯朝见。商灭夏、周灭商时均召集众多诸侯举行了盛大的盟誓。春秋时期诸侯混战频繁，外交十分复杂，当时的文献资料也较为丰富，会盟历史最为详细，且会盟次数最多。据《左传》记载，春秋时期会盟数量至少有二百次。其中以葵丘会盟、践土会盟、黄池会盟、徐州会盟最为著名，被合称为春秋四大会盟。

从最初尊王攘夷等以礼仪治理天下的会盟，到后来为了争夺霸主以武力治理天下的会盟，无疑是周王朝从兴盛的礼仪之邦，发展到权势旁落的一个傀儡政权的写照。

## 盟书
- 侯马盟书、温县盟书

## 春秋四大会盟

### 葵丘会盟
周惠王想废掉太子郑，立自己爱妃生的儿子王子带为太子。
齐桓公为了保全太子的地位，以诸侯要拜见太子为借口，在公元前655年5月，联合八国诸侯在首止开大会，太子郑在首止和诸侯见了面，一起住了几个月。周惠王觉得太子郑不听使唤，但又无力和齐桓公抗争，就偷偷派人去劝告郑国不要参加结盟。郑国听了周王的话，离开了首止，剩下的七个诸侯共同缔结了共辅太子的盟约。后来，齐国又去攻打郑国，郑国也参加了盟约。不久，周惠王死了，太子郑即位为周襄王。周襄王对齐桓公十分感激，派人给他送了祭肉、珍贵的弓箭和车子。齐桓公利用这个机会，于公元前651年在葵丘（今河南兰考、民权境内）会合诸侯，招待周王的使者。
史书记载说，春秋五霸，以齐桓公最盛；齐桓公九合诸侯，以葵丘之会最盛。在葵丘之会上，齐桓公代表诸侯各国宣读了共同遵守的盟约。其主要内容是：不准把水祸引向别国；不准因别国灾荒而不卖给粮食；不准更换太子；不准以妾代妻；不准让妇女参与国家大事。这些内容，有些是各国在经济上互相协作的要求，有的是维护宗法统治秩序的需要。条约规定，“凡我同盟之人，既盟之后，言归于好。”通过葵丘的盛会，齐桓公终于达到了联合诸侯，称霸中原的目的。  
孔子评价说：“管仲辅佐齐桓公，称霸诸侯，统一天下，老百姓到现在还受到他们的恩赐啊！没有管仲，我们都要拨散头发，衣襟开向左边，变成蛮族统治下的人民了。”桓管几十年的活动，顺应了当时王室衰微，大国崛起的形势，采取了一系列符合当时形势的对内对外政策，对齐国的社会发展，对捍卫中原先进文化免受戎狄等落后民族的破坏，建立了一定的功绩。

### 践土会盟
城濮之战后，晋军在楚军营地住了三天，吃缴获的军粮，到四月八日才班 师回国。四月二十九日，晋军到达衡雍，在践土为周襄王造了一座行官。
在城濮之战前的三个月，郑文公曾到楚国去把郑国军队交给楚国指挥，戰後郑文公因为楚军打了败仗而感到害怕，便派子人九去向晋国求和。晋国的栾枝去郑国与郑文公议盟。五月十一日，晋文公和郑文公在衡雍订立了盟约。五月十二日，晋文公把楚国的俘虏献给周襄王，有四马披甲的兵车一百辆，步兵一千人。郑文公替周襄王主持典礼仪式，用从前周平王接待晋文侯的礼节来接待晋文公。五月十四日，周襄王用甜酒款待晋文公，并劝晋文公进酒。周襄王命令尹氏、王子虎和内史叔兴父用策书任命晋文公为诸侯首领，赏赐给他一辆大辂车和整套服饰仪仗，一辆大戎车和整套服饰仪仗，红色的弓一把，红色的箭一百支，黑色的弓十把，黑色的箭一千支，黑黍米酿造的香酒一卣，勇士三百人，并说：“周王对叔父说：‘恭敬地服从周王的命令，安抚四方诸侯，监督惩治坏人。’”晋文公辞让了三次，才接受了王命，说：“重耳再拜叩首，接受并发扬周天子伟大、光明、美善的命令。”晋文公接受策书迟出，前后三次朝见了周襄王。

### 黄池会盟
前482年，鲁国国主鲁哀公，晋国国主晋定公在黄池（今河南封丘县西南）约会夫差，举行会盟大典。夫差异常兴奋，因为鲁国与晋国都是老牌的诸侯国，在诸侯国中颇有影响，如今对方邀请自己会盟，对于吴国在诸侯心目中的地位是大有裨益的。 
于是调集全国可用之精兵，甲胄鲜明的朝黄池浩浩荡荡的出发去了。 
勾践得知消息后，秘密在吴越边境集结了三万精兵，准备乘吴军精锐尽出，姑苏只剩老弱残兵之际，以迅雷不及掩耳之势一举攻进吴国国都。 
夫差与鲁哀公、晋定公，并排站在封禅台上，检阅三军，吴军精锐尽出，声势壮大，夫差所到之处，三军将士必齐声鼓噪。鲁、晋二公深畏服之。夫差志得意满。又与二公围猎，颇多斩获。二公赞曰：「真上马可治军，下马可治国之君也。」夫差听到他一生中对于自己最高的评价，顿时有飞升的感觉一般，腾云驾雾。 
两个月后，夫差帅大军回到吴国，姑苏城已空无一人。

### 徐州会盟
吴王阖闾在孙武、伍子胥的帮助下，看到了争霸的希望，但在会稽山下，功败垂成，被越国射死，其子夫差时刻不忘复仇，终于在夫椒大败勾践，使得飞扬一时的越王成为自己的马夫。
正当夫差黄池纵横天下之时，国都姑苏却陷入了水深火热之中，倾全国之兵逐鹿中原的夫差永远也不会想到那个曾经吃过自己粪便、当过自己马夫的勾践能够在瞬息间集齐五万甲兵，挥师伐吴。慌了神的夫差慌忙赶回姑苏，与越军对峙于笠泽，带着骄纵之意的吴军丝毫不将越军放在眼里，但越军在勾践、范蠡的训练下，早已脱胎换骨，训练有素，乘着夜色，越军潜水渡河，拂晓时分如天兵般出现在吴军的面前，吴军大乱，死伤无数，元气大伤，三年后，越军围困姑苏，夫差自裁。
越王勾践二十五年（公元前472年）的时候，琅琊作为继会稽（今绍兴）之后越国的国都。当时，越国趁吴王率军攻打晋国之机，出兵截断了吴国的后路，从而灭掉了吴国，疆域北扩到了琅琊地区。至此，年逾五十的越王，在徐州与诸侯会盟，与诸国共同尊辅周室，当上了春秋最后一代霸主.被周元王封为“越伯”。但此时，已历经200余年的春秋时代也走到了尾声。两年后的一个冬天，越王勾践卧病不起，死于琅琊。琅琊作为越国国都，一共延续了二百多年，最后被楚国吞并。